# 颜纪雄
颜纪雄（1951年—），江苏南通人，汉族，中华人民共和国政治人物、第十一届全国人民代表大会解放军代表。

## 生平
毕业于山东大学法学院法律专业，是中共党员。担任河南省军区政委。2008年起担任全国人大代表。